# Кутаммаку
Кутаммаку — местность на северо-востоке государства Того, объект всемирного наследия. Местность Кутаммаку частично распространяется на территорию государства Бенин. В этой местности проживает народность батаммариба (или Таммари англ. Tammari). Башнеподобные глинобитные дома, которые строятся жителями этого племени называются «такиента», являются одним из символов Того.